# Divyanka Tripathi
Divyanka Tripathi Dahiya ( née Tripathi ;   Nacida el 14 de diciembre de 1984) es una actriz india que trabaja principalmente en la televisión hindi .  Considerada una de las actrices más destacadas de la televisión, ha interpretado a menudo a diversos personajes notables. Es una de las actrices de televisión mejor pagadas de la India.  Ha recibido varios galardones, entre ellos tres Premios ITA, nueve Premios Indian Telly y siete Premios de Oro . Ha aparecido en la lista Celebrity 100 ' Forbes India desde 2017. 
Es conocida por interpretar los papeles dobles de Vidya Pratapsingh y Divya Shukla en Banoo Main Teri Dulhann de Zee TV y la Dra. Ishita Bhalla en Yeh Hai Mohabbatein de Star Plus .  Ambos programas le valieron el Premio ITA a Mejor Actriz Popular y Mejor Actriz del Jurado . En 2017, participó en el reality show de baile Nach Baliye 8 y resultó ganadora.  En 2021, participó en Fear Factor: Khatron Ke Khiladi 11 como concursante, donde quedó segunda.

## Primeros años y educación
Tripathi nació el 14 de diciembre de 1984  en Bhopal, Madhya Pradesh .  Cursó sus estudios en la Escuela del Convento Carmel de Bhopal. Posteriormente, se graduó del Colegio Público Femenino Sarojini Naidu de Bhopal.   Completó un curso de montañismo en el Instituto Nehru de Montañismo de Uttarkashi . 